# Roses Are Red (Johnny Burnette)
Roses Are Red è l'ultimo album discografico della discografia di Johnny Burnette (a nome Johnny Burnette with The Johnny Mann Singers) ancora in vita, pubblicato dalla casa discografica Liberty Records nell'agosto del 1962.
In seguito, alla morte prematura del musicista avvenuta nel 1964 a causa di un incidente di pesca, saranno nel corso degli anni pubblicate moltissime raccolte da varie case discografiche, contenenti a volte qualche raro inedito.

## Tracce
Lato A
1. Roses Are Red (My Love) – 2:25 (Al Bryon, Paul Evans) – Registrato il 16 gennaio 1962 al United Recording Corp. Studio A, Hollywood, California
2. Lonesome Waters – 1:55 (Anthony Procida, Elmer Willett, John Zappone) – Registrato il 16 gennaio 1962 al United Recording Corp. Studio A, Hollywood, California
3. Clown Shoes – 2:26 (James Marcus Smith) – Registrato il 16 dicembre 1961 al United Recording Corp. Studio A, Hollywood, California
4. The Fool of the Year – 1:53 (David Gates) – Registrato il 26 marzo 1962 al United Recording Corp. Studio A, Hollywood, California
5. The Poorest Boy in Town – 2:08 (Fred Tobias, Lee Pockriss) – Registrato il 16 gennaio 1962 al United Recording Corp. Studio A, Hollywood, California
6. I've Got a Lot of Things to Do – 1:57 (Hank Hunter, Jack Keller) – Registrato nel maggio del 1961 a Hollywood, California

Durata totale: 12:44
Lato B
1. Girls – 2:03 (Barry De Vorzon) – Registrato nel maggio del 1961 a Hollywood, California
2. Honestly I Do – 2:25 (Dorsey Burnette) – Registrato il 22 settembre 1961 al United Recording Corp. Studio A, Hollywood, California
3. Choo Choo Train – 1:52 (Johnny Burnette) – Registrato il 26 marzo 1962 al United Recording Corp. Studio A, Hollywood, California
4. Angry at the Big Oak Tree – 2:40 (Bob Hilliard, Paul Hampton) – Registrato il 16 dicembre 1961 al United Recording Corp. Studio A, Hollywood, California
5. When Today Is a Long Time Ago – 2:25 (Carl Perkins) – Registrato il 16 gennaio 1962 al United Recording Corp. Studio A, Hollywood, California
6. The Way I Am – 1:58 (Cliff Crofford) – Registrato il 16 gennaio 1962 al United Recording Corp. Studio A, Hollywood, California

Durata totale: 13:23

## Musicisti
Roses Are Red (My Love) / Lonesome Waters / The Poorest Boy in Town / When Today Is a Long Time Ago / The Way I Am
- Johnny Burnette - voce, chitarra
- Altri musicisti sconosciuti

Clown Shoes / Angry at the Big Oak Tree
- Johnny Burnette - voce, chitarra
- Tommy Allsup - chitarra elettrica
- Bernard Kessel - chitarra
- Robert Florence - pianoforte
- George Callender - basso
- Earl Palmer - batteria
- Sconosciuti - strumenti ad arco
- Sconosciuti - cori

The Fool of the Year / Choo Choo Train
- Johnny Burnette - voce, chitarra
- Tommy Allsup - chitarra elettrica
- Nick C. Bonney - chitarra
- Gene Garf - pianoforte
- George Callender - basso
- Earl Palmer - batteria
- Sconosciuti - strumenti ad arco
- Sconosciuti - cori

I've Got a Lot of Things to Do / Girls
- Johnny Burnette - voce, chitarra
- Altri musicisti sconosciuti

Honestly I Do
- Johnny Burnette - voce, chitarra
- Tommy Allsup - chitarra elettrica
- Dick Glasser - chitarra
- Sconosciuto - mandolino
- Clifford A. Hils - basso
- Jerry Allison - batteria
- Sconosciuti - strumenti ad arco
- Sconosciuti - cori[3]